# Bayonnette M1916
Das Bayonnette M1916 war ein belgisches Bajonett für das Mauser M1889-Gewehr und wurde 1916 eingeführt.

## Entwicklung
Durch die Einführung des Mauser 1889 als Standardgewehr für die belgische Armee wurde ab 1914 ein neues Bajonett für den Kampfeinsatz benötigt. 1916 stellte die Manufacture D'Armes de le Etat das Bajonett M1916, welches direkt als Nachfolger des Bajonett M1889 eingeführt wurde.
1935 wurde das verbesserte belgische Mauser M1935 eingeführt. Frühere Modelle des Mauser M1889 wurden dementsprechend angepasst und erhielten die Bezeichnung Mauser M1889/36.

## Produktion
Als Belgien 1914 von deutschen Truppen besetzt wurde, wurden die Produktionsstätten der Manufacture D’Armes de le Etat nach Calais in Frankreich, Birmingham in Großbritannien und in die USA verlagert. Somit konnte die Produktion des Mauser M1889 fortgeführt und ab 1916 auch die des Bajonetts aufgenommen werden.
| Hersteller                     | Datum     | Ort        |
| ------------------------------ | --------- | ---------- |
| Manufacture D’Armes de le Etat | 1916–1918 | Calais     |
| Hopkins & Allen                | 1916–1918 | Norwich    |
| W. W. Greener                  | 1916–1918 | Birmingham |

## Beschreibung
Der Mündungsringdurchmesser beim Bajonett M1916 betrug 17,5 mm. Dabei war es unabhängig, welches Herstellungsverfahren genutzt wurde oder was für Klingenprofil oder eine Klingenlänge das Bajonett hatte. Betrug der Mündungsringdurchmesser 17,5 mm, wurde das Bajonett als M1916 bezeichnet.
Das Bajonett M1916 war ein gegossenes Stück Stahl mit 45,7 cm Länge und bestand aus der Klinge und dem Griff. Die Klingen hatten entweder ein abgeflachtes kreuzförmiges Profil und waren zweischneidig. Hatten die Bajonette eine T-förmige Klinge, dann waren sie aus französischen M1874-Gras-Bajonetten wiederverwendet. Der Griff des Bajonetts hatte fast immer ein schnabelförmig abgerundetes Ende. Er bestand aus Holz und wurde mit zwei Schrauben befestigt.
Die Scheide bestand aus dunkelbraunem Leder und 20,3 cm lang und 6 cm breit. Vier Kupfernieten mit großen Unterlegscheiben hielten den Gürtelriemen fest. Viele Bajonette wurden im späteren Verlauf gekürzt, um sie handlicher zu machen. Die Scheide wurde musste dafür ebenfalls gekürzt werden. Dazu wurde der untere Teil abgeschnitten und eine Kappe am Ende angelötet.
Um bei den neuen Mauser M1935 die Bajonette weiterverwenden zu können, wurden diese dahingehend modifiziert, dass der Mündungsringdurchmesser nur noch 15,5 mm betrug. Auch hier war es egal wie lang die Klinge war, sobald der Mündungsringdurchmesser 15,5 mm betrug, erhielten die Bajonette die Bezeichnung M1916-35. Eine kleine Anzahl neu gefertigter Bajonette wurde mit einer Klingenlänge von 24,8 cm und einem Mündungsring von 15,5 mm hergestellt. Diese neu produzierten wurden als M1935 bezeichnet.
Die Deutschen entfernten teilweise, nachdem ihnen viele der Bajonette durch die Besetzung Belgiens in die Hände fielen, den Mündungsring zur Befestigung an den Gewehren.

## Einsatz
Das Bajonett M1916 wurde ab 1916 hauptsächlich von der belgischen Armee genutzt. Zum Beispiel von der 1. Division de Chasseurs Ardennais (deutsch: Die Ardennenjäger), welche ein der kampfstärksten Einheiten der belgischen Armee im Jahr 1940 war. Die Chasseurs Ardennais waren eine kleine, hochmobile Infanterietruppe, die mit leicht gepanzerten Fahrzeugen, Motorrädern und Fahrrädern ausgerüstet war. Die Division bekam am 10. Mai 1940 die Hauptlast des deutschen Angriffs ab, als deutsche Panzer durch den Ardennenwald die Niederlande angriffen.
Nachdem die Wehrmacht Belgien besetzte führte das Heereswaffenamt dieses Bajonett in ihren Listen der Kennblätter fremden Geräts. Hierbei erhielt das Bajonett in der Liste von Bajonetten gemäß den Kennblättern fremden Geräts D 50/1 die Bezeichnung Seitengewehr 102 (b).